# Oppidum Caestert
Het Oppidum Caestert is een archeologische vindplaats van een oppidum of hoogteversterking uit de late ijzertijd en de vroege Gallo-Romeinse tijd op het Belgische deel van de Sint Pietersberg (Plateau van Caestert). De circa 35 hectare grote vindplaats ligt op de grens van de Vlaamse gemeente Riemst en de Waalse gemeente Wezet (Visé), vlak bij de Nederlandse stad Maastricht. De versterking is een van de voorgestelde locaties van het door Julius Caesar vermelde Atuatuca, waar hij, naar eigen zeggen, de Eburonen verpletterend verslagen zou hebben in 54 voor Chr. tijdens de Gallische Oorlogen.

## Situering
Het oppidum ligt op een hoogte van ongeveer 120 meter boven de zeespiegel in het zuidelijk deel van de Sint-Pietersberg op het Plateau van Caestert ten oosten van Kanne en ten westen van Klein-Ternaaien (Petit-Lanaye). Het grootste gedeelte van de opgravingssite ligt in de Vlaamse gemeente Riemst in het Overbos en een smalle strook in de Waalse gemeente Wezet in het beschermde gebied van Thier de Caster. In het noordoosten van het oppidum is later de nog deels bewaard gebleven Hoeve Caestert en het begin 20e eeuw verdwenen Kasteel Caestert gebouwd.
De hoogteversterking ligt ongeveer halverwege op het langgerekte plateau van Caestert, dat zich uitstrekt tussen Maastricht in het noorden en Loën en Wonck in het zuiden. Het plateau is relatief smal met aan de oost- en westzijde twee rivierdalen: de Maas en de Jeker. Het oppidum is strategisch aangelegd op een smalte van circa 400 m van dit plateau, waardoor de versterking aan beide dalen grenst. Vanuit de versterking had men zo goed zicht op het Maasdal in het oosten en kon men door de ligging in een flauwe bocht het dal in twee richtingen in de gaten houden. Door de hoge ligging had men eveneens goed zicht op het Jekerdal, dat hier een bocht maakt, waardoor men ook dit dal in twee richtingen kon overzien. Naar het noorden toe loopt het plateau langzaam af; naar het zuiden toe blijft het ongeveer op gelijke hoogte, zodat men in alle richtingen zicht had op naderende vijanden.
De opgravingssite van de versterking Caestert bevindt zich op een afstand van hemelsbreed circa 4,5 km ten zuiden van het Maastrichtse Onze Lieve Vrouweplein. In die omgeving zijn talrijke overblijfselen van een Romeinse brug en nederzetting gevonden, alsmede enkele vondsten uit de Keltische tijd, waaronder een pre-Romeinse, met Maaskeien geplaveide weg, mogelijk dezelfde weg die door Caestert liep. In het nabije Amby werd in 2008 een muntschat van gouden munten en zilveren regenboogschoteltjes uit de eerste eeuw voor Chr. opgegraven, waarvan wordt vermoed dat deze door een Eburoon is begraven tijdens de Gallische Oorlogen.

## Geschiedenis
Het oppidum van Caestert dateert uit de late ijzertijd en de Gallo-Romeinse tijd. Archeologisch onderzoek heeft aangetoond dat de versterking is gebouwd, diverse malen verbouwd en min of meer continu in gebruik was in de periode van ongeveer 250 tot 20 voor Chr. Niet aangetoond kon worden dat het een Keltisch (Eburoons) oppidium betreft, hoewel dat niet onwaarschijnlijk is. Het fort is nog voor het begin van de christelijke jaartelling verlaten. Niet bekend is hoe lang de restanten zichtbaar zijn geweest in het landschap. Berichten uit de 16e en 17e doen vermoeden dat men toen weet had van een Romeins fort op de Sint Pietersberg (zie noot 2).
In 1936 verwierf de cementfabriek Cimenteries et Briqueteries réunies (CBR) een groot aantal percelen op het plateau ter hoogte van Caestert met de bedoeling dit deel later af te graven voor de productie van cement.
In 1973-1975 voerde de Belgische archeoloog Heli Roosens, oprichter en directeur van de Nationale Dienst voor Opgravingen in Brussel, de eerste archeologische opgravingen uit op het Plateau van Caestert, onder andere door middel van uitgebreid proefsleuvenonderzoek. In 1976 en 1980 liet Roosens dendrologisch onderzoek aan paalrestanten uitvoeren. De toentertijd vastgestelde datering van het hout op 57 v. Chr. moest later worden bijgesteld naar 31 v. Chr., waarmee de identificatie van Caestert als Atuatuca (in 54 v. Chr. verwoest) minder waarschijnlijk werd. Roosens publiceerde diverse artikelen in archeologische tijdschriften, maar een uitgebreide rapportage bleef uit. Zijn conclusie dat zich hier een versterking uit de ijzertijd bevond is tot nu toe overeind gebleven. Later onderzoek toonde aan dat de versterking vermoedelijk groter was dan Roosens dacht (20 hectare), hoewel de functie van het later ontdekte noordelijke deel, dat minder duidelijk afgebakend is, vooralsnog onduidelijk is.
In 2003 werd een 100 hectare groot gebied, met onder andere het oppidum en de Hoeve Caestert, door de cementfabriek CBR overgedragen aan het Waalse Ministerie van Landbouw en Plattelandsleven (Département de la Nature et des Forêts), Natuurpunt Vlaanderen en Natuurmonumenten Nederland. Het gebied kreeg een beschermde status als Natura 2000-gebied, maar een zelfde status voor het archeologisch erfgoed is er nog niet.
In 2008 verrichtte het archeologisch bureau RAAP opnieuw archeologisch onderzoek op de site van het Oppidium Caestert. Er vond onder andere bureauonderzoek, veldinspectie en metaaldetectie plaats. Uit het bureauonderzoek bleek dat er door Roosens veel meer was opgegraven (ca. 30 sleuven) dan de enkele sleuven waarover gepubliceerd is. Twee door Roosens gegraven sleuven werden door RAAP opnieuw opgegraven om de profielen met behulp van modernere inzichten te documenteren en te dateren. De metaaldetectie had eveneens tot doel dateerbaar materiaal te verzamelen. Ondanks de vele sleuven en het feit dat bijna 5% van de site met een metaaldetector is onderzocht, zijn er weinig vondsten gedaan. De enkele vondsten bestaan uit grof handgevormd aardewerk uit de IJzertijd. Op basis van twee C14-dateringen kon de datering in de Late IJzertijd en (mogelijk) vroege Gallo-Romeinse tijd worden bevestigd. Eveneens in 2008 voerde het Duitse bureau Posselt & Zickgraf Prospektionen (PZP) na het RAAP-veldwerk een geofysische prospectie uit in de vorm van magnetometrie in het noordelijk deel van de opgravingssite. In april en juli 2010 vonden op het plateau wederom opgravingen plaats door RAAP. Van de RAAP-opgravingen en de PZP-metingen verschenen uitgebreide rapportages.
In 2020 vond een LIDAR-onderzoek plaats, waarbij het gebied met behulp van laserpulsen opnieuw in kaart werd gebracht. Het onderzoek bevestigde de meeste al bekende resultaten van voorgaande opgravingen, behalve een door Verhoeven (RAAP) waargenomen greppel ten westen van de versterking.

## Atuatuca

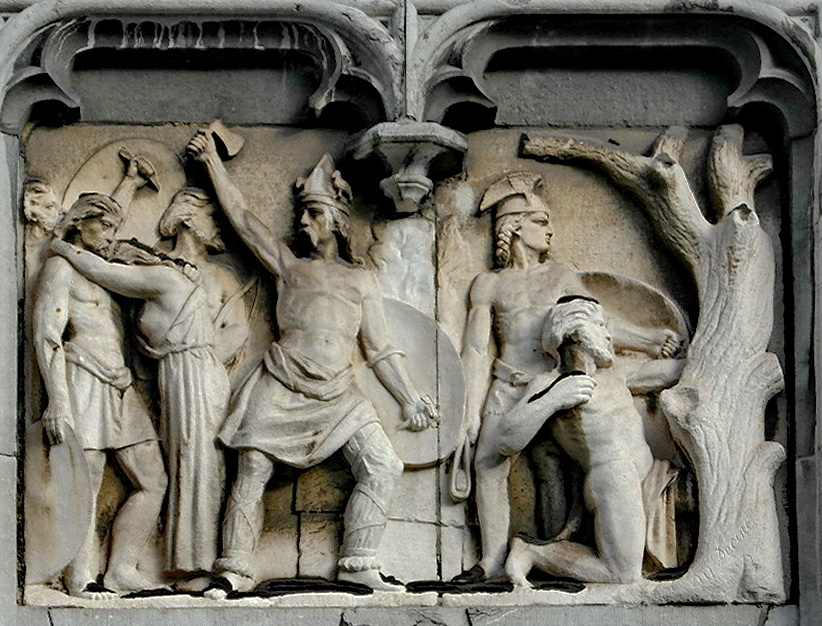
Ambiorix leidt de Eburonen in hun opstand tegen Caesar (provinciehuis Luik, 19e eeuw)

Het oppidum Caestert wordt gezien als een van de plaatsen waar de vesting Atuatuca kan hebben gelegen, waarvan Julius Caesar melding maakte in zijn werk Commentarii de bello Gallico. Caesar beschreef een hoogteversterking in het gebied van de Eburonen waar hij Cicero met anderhalf legioen liet inkwartieren tijdens de Gallische Oorlogen in de winter van 54/53 v. Chr. en waar hij de Eburonen onder leiding van Ambiorix verpletterend zou hebben verslagen. Mogelijk noemde Caesar de hoogteburcht naar de Atuatuken omdat de Eburonen toen ondergeschikt waren aan deze stam. Het in verband brengen van Caestert met het Atuatuca van Julius Caesar is al eeuwen oud.
Bij de opgravingen van 1973-1975 werden restanten van de walmuren (murus Gallicus) van het oorspronkelijke Oppidum Caestert deels blootgelegd. In 2008 en 2010 werd dit muurwerk opnieuw aangetroffen, alsook een noordelijke uitbreiding van het oppidum, bestaande uit een wal met palissade. Er zijn geen sporen dateerbaar in 54/53 v. Chr. aangetroffen. Het vermoeden dat Atuatuca in Caestert lag is daarmee bevestigd noch ontkend.

## Beschrijving

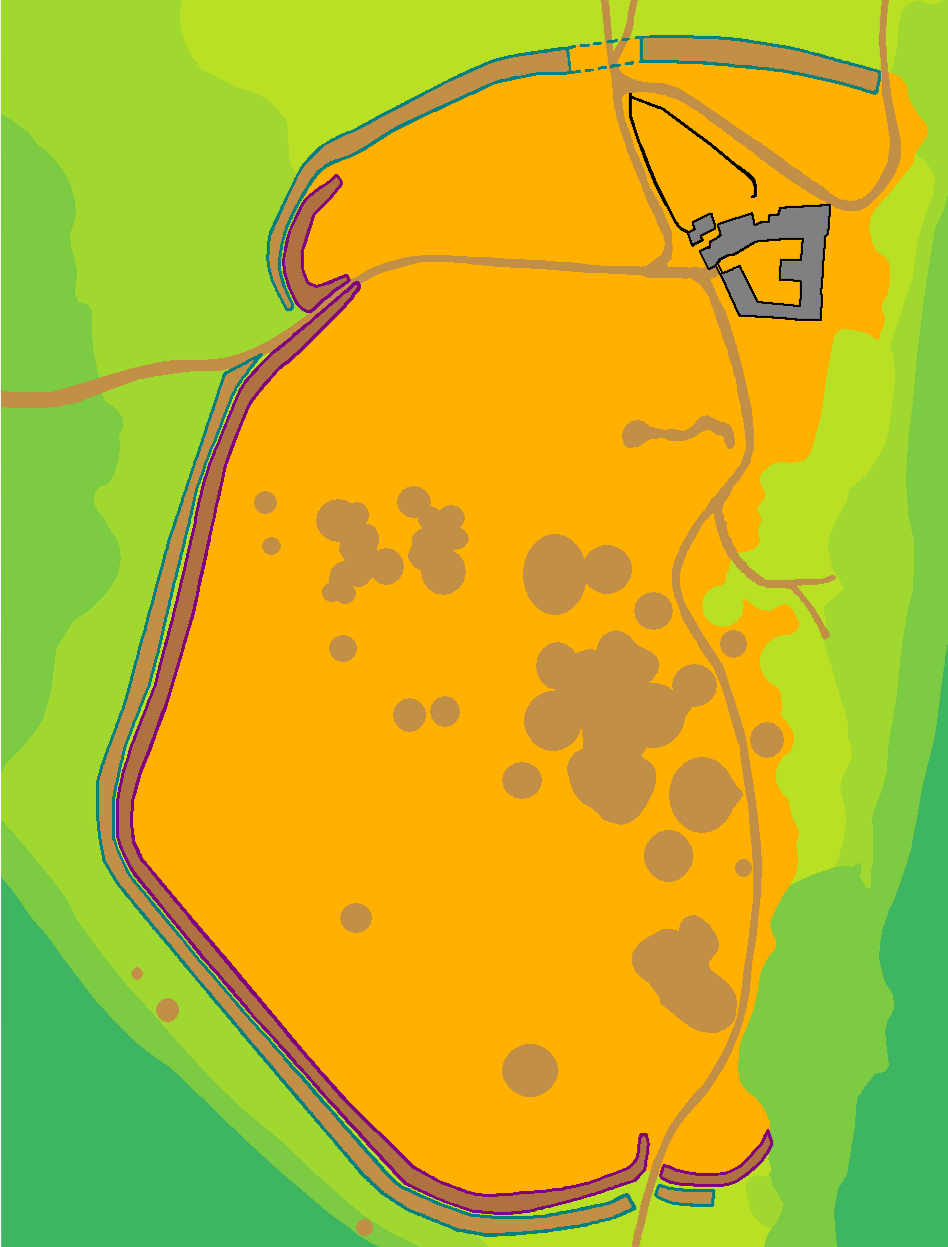
Deels omwalde en omgrachte Oppidum Caestert. De noordelijke uitbreiding van de opgravingssite met een mogelijke voorburcht is niet weergegeven. De cirkelvormen zijn dolines. Rechtsboven Hoeve Caestert

Het oppidium had een totale oppervlakte van ongeveer 35 hectare, bestaande uit een duidelijk afgebakend zuidelijk deel van circa 21 hectare en een noordelijk deel van circa 14 hectare. Het zuidelijk deel, dat aan drie zijden was omgeven door wallen en grachten, vormde waarschijnlijk de hoofdversterking. Het noordelijk deel, waarvan slechts een aardenwal is teruggevonden, was mogelijk een soort voorburcht of veekraal. Het onderzoek van 2008 wees uit dat het verdedigingssysteem langs de rand van het plateau een lengte van circa 1125 meter had. Het systeem was van buiten naar binnen opgebouwd uit een gracht (tot 11 meter breed en 4 meter diep), een talud of 'terras', en een muur en/of aarden wal (minimaal 4 meter hoog en ongeveer 7-9 meter breed).
De toegepaste bouwconstructie van de wal in het zuidelijk deel wordt aangeduid als murus gallicus, waarbij de wal van aarde en stenen verstevigd is met een houten raamwerk van kruislings gelegde balken. De balken en de ondergrond vertoonden brandsporen, zoals bij veel hoogteversterkingen uit de IJzertijd voorkomt. Rond de omwalling lag een gracht en tussen de wal en de gracht was een palissade van houten palen aangebracht. Aan de noordzijde ontbrak de aarden wal, maar mogelijk is deze later afgegraven om de gracht mee op te vullen. Tijdens het archeologisch onderzoek van 2010 kon in het noordelijk deel worden vastgesteld dat de gracht daar 5,6 meter breed en 1,8 meter diep was. Door middel van boringen werd vastgesteld dat de aarden wal 12 meter breed was geweest. In het oosten vormde de 60 meter hoge steilrand van het Maasdal een natuurlijke barrière. In het zuiden, noordwesten en mogelijk ook in het noorden waren smalle (max. 2,5 m) doorgangen geflankeerd door naar binnen gebogen wallen (type "Zangentor", vereenvoudigde versie). De zuidelijke toegang, gedeeltelijk al opgegraven door Roosens, was slechts 1,4 m breed en werd aan de westzijde beschermd door een palenconstructie.
Het terrein binnen de wallen, grachten en de steilrand aan de kant van de Maas is nog nauwelijks onderzocht, omdat de diverse opgravingen geconcentreerd waren op de verdedigingswerken aan de rand van het terrein. Hierdoor is er nauwelijks informatie beschikbaar over wat er nu eigenlijk beschermd werd. Afhankelijk van de functie van de versterking zullen er verschillende structuren binnen de verdedigingswerken hebben gestaan: huizen, werkplaatsen, stallen, silo's, spiekers, mogelijk ook gebouwen voor samenkomsten, enz.

## Erfgoed, toponiemen
Het gebied Caestert is een Natura 2000-natuurgebied, waarbij behalve de bovengrondse flora en fauna ook de ondergrondse kalksteengroeven ("mergelgrotten") met de daarin levende diersoorten bescherming genieten. Het archeologisch erfgoed is niet beschermd. Hoewel de RAAP-rapporten uit 2008 en 2011 de opgravingssite als beschermingswaardig cultureel erfgoed hebben aangemerkt, zijn er voor zover bekend nog geen concrete stappen in die richting gezet.
De benaming 'Caestert' is na het verdwijnen uit het landschap van het oppidum blijven voortbestaan in tal van toponiemen: Plateau van Caestert, Thier de Caster, Kasteel Caestert, Hoeve Caestert, Caestertgroeve, Doorsteek van Caestert, Castertweg, Trekweg Caestert, Rue de Caster en Quay de Caster. In sommige publicaties worden ook de op de rechter Maasoever gelegen buurtschappen Laag-Caestert en Hoog-Caestert nabij het Nederlands-Limburgse Eijsden in verband gebracht met het aan de overzijde van de Maas gelegen Oppidum Caestert, maar dit berust waarschijnlijk op een incorrecte etymologie.